# Tlacotes
Tlacotes är en ort i Mexiko.   Den ligger i kommunen Ojocaliente och delstaten Zacatecas, i den centrala delen av landet, 500 km nordväst om huvudstaden Mexico City. Tlacotes ligger 2 123 meter över havet och antalet invånare är 582.
Terrängen runt Tlacotes är platt åt nordost, men åt sydväst är den kuperad. Terrängen runt Tlacotes sluttar brant österut. Runt Tlacotes är det ganska tätbefolkat, med 58 invånare per kvadratkilometer. Närmaste större samhälle är San Pedro Piedra Gorda, 14,1 km söder om Tlacotes. Omgivningarna runt Tlacotes är i huvudsak ett öppet busklandskap.